# الأكاديمية المجرية للعلوم

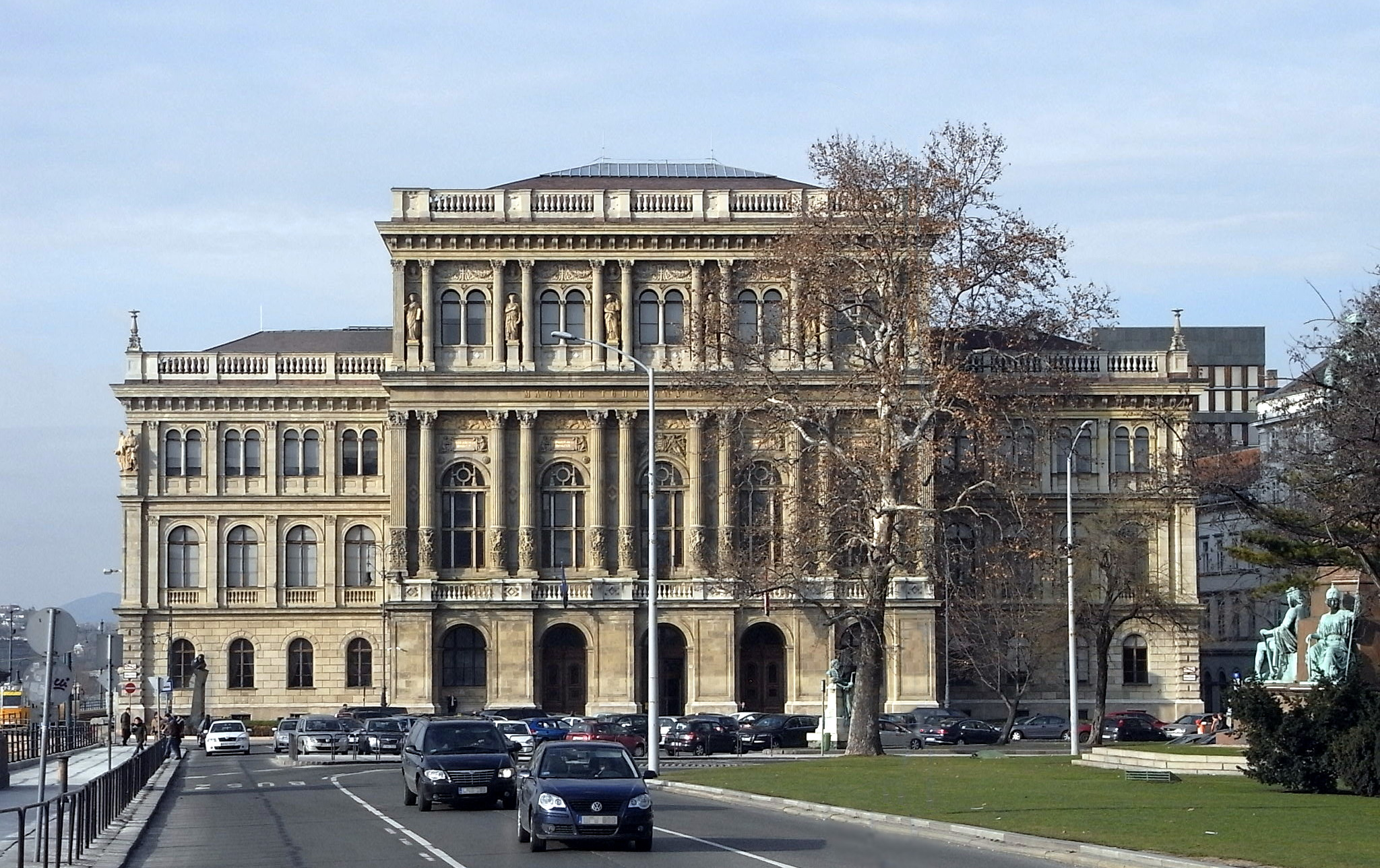
الأكاديمية الهنغارية للعلوم

أكاديمية العلوم المجرية (بالإنجليزية:Hungarian Academy of Sciences) هيئة مجرية علمية وطنية، تتمثل مهامها الرئيسة في نشر نتائج الأبحاث العلمية، ودعم الأبحاث العلمية، وتعتبر هي الهيئة الرئيسة الوحيدة التي تمثل العلوم في المجر.
يقع مبنى الأكاديمية على ضفة نهر الدانوب الشرقية في بست (حيث أن مدينة بودابست تقسم إلى شطرين بودا وبست تم إقرار توحيد الشطرين نهائياً عام 1872)، وعلى مقربة من موقع البرلمان المجري، تم إنشائها في 3 تشرين الثاني 1825.

## روابط خارجية
- الموقع الرسمي